# Francoska književnost
Francoska književnost zajame celoto književnosti avtorjev, ki pišejo v francoščini  oz. ki so francoske narodnosti oz. imajo državljanstvo Republike Francije.
Poleg tega pa zajeme pojem francoske književnosti tudi avtorje, ki pišejo v jezikih narodnih manjšin republike Francije (baskovščina, bretonščina, oksitanščina idr.).
Če sledimo francoski sistematiki, pa zlasti zajame pojem francoske književnosti poleg tega še vse avtorje, ki pišejo v francoščini in ki izvirajo iz vsaj (delno) frankofonskih držav (Belgija, Švica, Québec/Kanada, Alžirija, Maroko, Senegal in druge afriške države itd.).
Zgodovinsko izvira iz stare, srednjeveške francoščine in se razvija vse do danes.

## Zgodovina francoske književnosti

### Srednji vek
- pesem vojaških uspehov (la chanson de geste)
- dvorska književnost (littérature courtoise)
- dvorski roman (roman courtois)
- meščanska književnost (littérature bourgeoise)
- pesništvo srednjega veka (la poésie au Moyen Âge)
  - dvorsko pesništvo (poésie courtoise)
  - meščansko pesništvo (Poésie bourgeoise)

Ena izmed Strasbourških priseg (Serments de Strasbourg) (842) velja za prvo besedilo, ki je v celoti napisano v stari romanščini, predhodnici francoščine. Prvo besedilo v tem jeziku, ki ga danes štejemo za literarno, je Pesnitev svete Evlalije (Séquence ali Cantilène de sainte Eulalie), ki je bila verjetno napisana med letoma 881 in 882. Gre za enostavno prilagoditev 29 verzov latinske pesmi z verskim in pedagoškim namenom. Prva velika besedila francoske književnosti so iz visokega srednjega veka (11. stoletje), torej iz dobe razvoja kmetijstva in demografske rasti po obdobju invazij, anarhije in epidemij.
Pesmi vojaških uspehov  (chansons de geste)  so dolge pesmi, ki vsebujejo lahko tisoč verzov in ki so bile namenjene prepevanju v javnosti, pri čemer se francoski pojem »geste« navezuje na vojne oz. vojaške uspehe. V epični obliki opisujejo nekdanje vojne uspehe in zvišujejo viteške ideale, pri čemer pomešajo legende in resnične zgodovinske dogodke. Najstarejša epska pesem vojnih uspehov je Rolandova pesem (Chanson de Roland), ki je bila napisana v 11. stoletju. V njej pripoveduje uspehe vojske Karla Velikega ter jih hkrati idealizira.
Dvorska književnost (littérature courtoise) je nastala v 12. stoletju.  Njena glavna tema je zveličanje edine in perfektne ljubezni, ki je pogosto nesrečna. Izvira iz antike ter integrira vzhodne, orientalske vplive, ki so jih prinesli seboj križarji po njihovi vrnitvi ter je keltske legende.  Legenda Tristana in Izolde pripoveduje zgodbo absolutne in nemogoče ljubezni, ki se končuje s tragično smrtjo ljubečih. Te pesmi so prepevali trubadurji na dvorcih visokega plemstva. Chrétien de Troyes (1135 ?–1190 ?) je verjetno prvi romanopisec francoske književnosti. Njegovi romani (Yvain ou le Chevalier au lion, Lancelot ou le Chevalier de la charrette et Perceval ou le Conte du Graal) so tipični za to zvrst.  Kratek začetek dolge pesmi »Le Roman de la Rose«, ki ga je napisal Guillaume de Lorris, je bila prava »uspešnica« iz začetka 13. stoletja in je eno izmed zadnjih besedil na temo dvorske ljubezni. Nadaljevanje pesmi je napisal  Jean de Meung vsebuje dele, kot npr. odsek la vielle (ta stara), ki so uperjeni proti ženskam, kar je povsem presenetljivo. Dodatno pa se v besedilu najden tudi določeno »socialno kritiko«.
Približno v istem obdobju je napisan Roman de Renart, ki vsebuje vrsto pesmi, ki govorijo o pustolovščinah živali, ki imajo um. Lisica, medved, volk, petelin, mačka itd. Imajo vsak svoje poteze človeškega značaja: nepoštenost, naivnost, zvitost… Anonimni avtorji kritizirajo v teh pesmih plemiške vrednosti in dvorsko moralo. 
Pariški pesnik iz 13. stoletja, Rutebeuf, opisuje človeško šibkost, negotovost in revščino in prikazuje nasprotje z dvorskimi vrednotami.
Prve zgodovinske kronike v francoščini opisujejo križarske pohode 12. stoletja. Nekatere, kot tista iz Joinvilla, opisujejo življenje svetega Ludviga (Saint Louis) in imajo tudi moralno namero ter nekoliko idealizirajo opisane dogodke. Stoletno vojno (1337–1453) pripoveduje Jean Froissart (1337–1410 ?)  v dveh knjigah pod naslovom Chroniques. Pesnik Eustache Deschamps opisuje družbo in način razmišljanja za časa stoletne vojne.
Po stoletni vojni je pesnik  François Villon (1431–1463 ?) tisti,  ki izraža nemir in nasilje tega časa. Bil je sirota plemiškega rodu in dober učenec, kasneje pa obsojen za krajo in umor. Njegovo delo je hkrati izobraženo in popularno ter izraža upor proti nepravičnostim njegovega časa.
Versko gledališče se je razvilo skozi cel srednji vek. Tematizira misterije, oz. verske praznike kot so božič, velika noč, vnebovzetje. V razliki do zgoraj opisanih, pretežno plemiških literarnih zvrsteh, nagovarja večjo število ljudi. Poleg verskega gledališča nastaja v 15. stoletju komično gledališče (farsa, »farce«), ki ga pa cerkvene oblasti z vso silo zatirajo.

### 16. stoletje
Glej tudi: Francoska književnost 16. stoletja
Načela humanizma globoko zaznamujejo književnost: vrnitev k antičnim besedilom (grškim, latinskim, hebrejskim), želja po znanju, jasen epikurizem, obnova oblik in vsebin, ki se razlikujejo od srednjeveške književnosti.
Med velike pesnike štejemo: Clément Marot, Jean de Sponde, Agrippa d'Aubigné,  poleg tega pesnike »Pleiade« (Pléiade), med katere spadata Ronsard in Du Bellay.
Najbolj značilni romani so ti  Rabelais-ja in  Marguerite de Navarre (1492-1549).
Eseji Montaigne-ja so pomembno delo med filozofijo in avtobiografijo. Njegovi eseji štejejo poleg tega med prve autobiografije v francoščini in tako upirajo pot Rousseauju in številnim drugim. Samo zamisel »esejov«, to pomeni poskus odkrivanja samega sebe ampak tudi odkrivanja človeka, lahko povezujemo s »Konfesijami« (spovedmi) Jean-Jacquesa Rousseauja, ki skuša opisati človeka s svojimi dobrimi stranmi ampak tudi z njegovimi napakami.

### 17. stoletje
Na začetku 17. stoletja ima Honoré d’Urfé  veliko uspeha s svojim »precioznim« romanom »L'Astrée«, to je pustolovski roman, ki je delno avtobiografski in ki je izhajal med letoma 1607 in 1633. Šteje med največje uspehe stoletja, vendar kasnejši »pastoralni« (pastirski) roman ne sledi povsem. Vsekakor je imel pomemben vpliv na francoski roman, na gledališče (Molière-a), na lirično opero in  na miselnost.
V 17. stoletju naletimo na dva velika literarna tokova, ki sta si hkrati konkurenčna in ki se dopolnjujeta: klasicizem in baročna literatura. Konkurenčna sta si zato, ker bo klasicizem prevladoval nas barokom, vendar tudi komplementarna, ker so bili nekateri avtorji pod vplivom obeh tokov (tako Pierre Corneille). Vendar se že od konca stoletja pojavlja v književnosti miselnost, ki najavlja razsvetljenstvo (Lumières) (npr. Jean de La Bruyère).
Velika imena tega obdobja so: Pierre Corneille, Jean Racine, Molière, Blaise Pascal, François de La Rochefoucauld, Jean de La Fontaine, Nicolas Boileau, Jean de La Bruyère, Mme de La Fayette, Mme de Sévigné, Jean-François Paul de Gondi (Le Cardinal de Retz).

### 18. stoletje -siècle des Lumières
18. stoletje oz. francosko razsvetljenstvo se v francoski kulturni zgodovini pojmuje kot stoletje »luči« (siècle des Lumières). Metafora naj izraža zmago renesanse in kartezianizma filozofa Francois Descarte-a predhodnega stoletja ter zmago razuma (»raison«)  nad »temnimi verovanji« (obskurantizem in predsodki). Razsvetljenstvo je evropski fenomen, vendar prav francoski filozofi najbolj izražajo ideje stoletja in nove vrednote, ki bodo še preko francoske revolucije zaznamovali Evropo in celi svet. Glavni filozofi francoskega stoletja so: Voltaire, Jean-Jacques Rousseau, Denis Diderot in Montesquieu.

### 19. stoletje
19. stoletje je pomembno že samo po velikem številu mojstrovin francoske književnosti in nedvomno pomembno obdobje. Vsekakor je, ker nam je še tako blizu, tudi v določeni meri preveč blizu za celostno analizo. Številni literarni zgodovinarji sistematizirajo francosko 19. stoletje v književnosti  po obdobjih romantike  (najprej François-René de Chateaubriand in kasneje Victor Hugo), realizma (Stendhal, Honoré de Balzac, Gustave Flaubert) ter naturalizma (Émile Zola).
Romantika. Razvoj romantike izvira iz nekaterih načel. Nekateri poudarjajo pomen svoboščin, ki jih je zagovarjala francoska revolucija, katerim je sledil nered ter zmeda, ki jo je privedla nestabilnost ter politična negotovost v prvi polovici stoletja. V tej perspektivi je v ospredju pisatelj sam, s svojimi ideali, ki izraža svoje nasprotje do političnega in socialnega reda. Za druge avtorje je vendar tako, da francoska revolucija in politični nemiri, ki ji sledijo, ne morejo povsem obrazložiti razvoj francoske romantike, češ da sta nastali angleška in nemška romantika že prej in da obe državi nista poznali enaki politični in socialni revoluciji. Le-ti poudarjajo pomen proučevanja angleške in nemške književnosti za francoske pisatelje.
Realizem je nekoliko bolj nejasen pojem, ki je bil naknadno pripisan na osnovi opredelitev pisatelja – Champfleury-ja, pri čemer se nahajata Stendhal in Balzac med tokovoma romantike in realizma. Literarni zgodovinar  Gustave Lanson  posveča v svoji zgodovini francoske književnosti (Histoire de la littérature française, 1894)  pomembne strani Balzacu, kjer opredeljuje delež realizma v njegovem delu ter delež romantike: »Ainsi, par ses impuissances et par sa puissance, Balzac opérait dans le roman la séparation du romantisme et du réalisme. Il reste cependant dans son œuvre quelque chose d'énorme, une surabondance et une outrance qui en trahissent l'origine romantique«.
Naturalizem pa je izraz zavestnega razmišljanja in pristopa, ki ga je Émile Zola sam jasno začrtal.

### 20. stoletje
Francoska književnost 20. stoletja je globoko zaznamovana od zgodovinskih, političnih, moralnih in umetniških kriz. Literarno gibanje, ki je zaznamovalo stoletje je surrealizem, ki se zlasti izraža v novi poeziji (André Breton, Robert Desnos, Paul Éluard idr.). Hkrati pa zaznamuje literarno stoletje  ekzistencializem (Gabriel Marcel, Jean-Paul Sartre), ki predstavlja tudi novo filozofsko gibanje (Jean-Paul Sartre: L'existentialisme est un humanisme) . Prvotni vir umetnikov tega stoletja je odnos do političnih konfliktov njihovega časa. Vojna je tako prisotna tako v pesništvu kot v romanih.	
Marcel Proust  nekako šteje za zadnjega velikega francoskega avtorja tega stoletja. Edino primerljivo vlogo lahko najdemo pri avtorju Louis-Ferdinand Céline, in to glede na njegovo pomembno vlogo pri kritiki na preveč »civiliziranem« pripovedništvu, ki je daleč od resničnega življenja. S skladnjo, ki je v največji možni meri blizu realnosti vsakdanjega jezika ulice ter z ustvarjanjem novega jezika (»novlangue«), ki je pomešan z domišljenim prostaškim jezikom (»argot«) se je tudi izkazal kot eden največjih francoskih pisateljev stoletja. Hkrati je zaznamoval številne druge pisatelje (od patra San Antonio, preko anglosaškim pisateljev Burroughs, Miller, itd.).
V Franciji je novi roman (Nouveau Roman), ki ga je teoretično opisal  Alain Robbe-Grillet  v svojem delu »Pour un nouveau roman« (Za nov roman), zajel na začetku le maloštevilne avtorje. Vendar je predstavljal vir inspiracije za številne avtorje, ki so se združevali okoli založbe »Éditions de Minuit«. Med njimi najdemo:  Jean Echenoz, Jean-Philippe Toussaint, Tanguy Viel, Christian Oster, Laurent Mauvignier  ali  Christian Gailly. Potem ne najdemo več nobenega literarnega toka v strogem  smislu besede, ki bi zagledal luč.  Literarni fenomen »Oulipo« (»Ouvroir de littérature potentielle«), kateremu so pripadali avtorji kot Raymond Queneau ali  Georges Perec in kateremu lahko prištejemo danes avtorje kotJacques Roubaud, Paul Fournel, Jacques Jouet in Hervé Le Tellier, se nima za gibanje, ampak več kot delovno skupino. Isto velja za novo fikcijo (Nouvelle Fiction), ki združuje romanopisce kot Hubert Haddada, Frédérick Tristana in Georges-Olivier Châteaureynauda.
Danes se zdi, da morda lahko najdemo povezavo med številom avtorjev, ki jih združuje pojem avtofikcije (autofiction), ki ga je ustvaril Serge Doubrovsky.  Vendar je vsekakor težko združevati pod isto oznako široko paleto piscev, ki imajo dokaj različne senzibilnosti, umetniške pristope in svetove, ki si včasih nasprotujejo. Ta opredelitev je tudi argument, ki ga zastopajo kritike literature, ki bi bila preveč usmerjena vase, preveč osredotočena na pariško četrt  Saint-Germain-des-Prés in ki, s strogo komercialnega vidika, očitno nima dosti odmeva v tujini.
V nadaljevanju romana s francoskega podeželja iz 19. stoletja, katerega ena izmed predstavnic je George Sand,  je prav ta zvrst našla vidne naslednike v avtorjih kot sta to  Pierre-Jakez Hélias (»Le Cheval d'orgueil«) in  Henri Vincenot  v drugi polovici 20. stoletja.  Ta žanr se še dalje razvija z avtorji kot Jean Anglade  in Jean-Paul Malaval.
Najvažnejša literarna gibanja so bila:
- surrealizem (Gaston Leroux, Paul Éluard, André Breton, Robert Desnos)
- Ekzistencializem (Gabriel Marcel, Jean-Paul Sartre, Simone de Beauvoir et Maurice Merleau-Ponty )
- novi roman (Nouveau Roman) (Alain Robbe-Grillet, Nathalie Sarraute)
- Gledališče absurda (théâtre de l'absurde)   (Antonin Artaud, Samuel Beckett, Eugène Ionesco, Albert Camus, Arthur Adamov)

### 21. stoletje
Književnost začetka 21. stoletja se vrne k nekoliko bolj tradicionalnim oblikam, ki tvorijo kontrast k razvojem in k formalnim inovacijam  20. stoletja.  In četudi je dandanes (še) težko razločiti razne literarne tokove, lahko vendar identificiramo nekatere tendence, brez da bi opis hotel biti popoln.
Avtofikcija (autofiction): Serge Doubrovsky, ki je zasnoval ta neologizem oz. to novo besedno tvorbo, šteje pisateljico Colette  z začetka 20. stoletja za pionirko na tem področju, saj je bila dokaj uspešna tako pri publiki kot pri kritikih. Vendar je koncept avtofikcije dokaj neenoten, ker podlega  sama narava sinteze avtobiografije in fikcije interpretaciji. . Vsekakor lahko razlikujemo nekatere tipe:  
- Avtofikcija, ki ni ne »biografija, in seveda ne roman, ki je pod književnostjo … nekje med književnostjo, sociologijo in zgodovino« [3] in ki ga predstavljata tako Annie Ernaux  kot tudi Édouard Louis.
- Avtofikcija, ki izraža »splošno razmišljanje o konstrukciji identitete sodobnega pisatelja v njegovem odnosu do pisanja in do medijih«.[4]  To nekoliko bolj formalno avtofikcijo predstavlja Chloé Delaume, ki se opredeljuje kot nekdo, »ki avtofikcijo prakticira«.[5] , saj meni, »da se s tem da se nekaj napiše, realnost spreminja« (la mise en écriture modifie le réel).[5]  Po drugi strani pa vidi Marie Darrieussecq v avtofikciji »izjavo, ki se ima za prevaro in seriozno hkrati« (une assertion qui se dit feinte et qui dans le même temps se dit sérieuse).[6]  »Drugače povedano, avtor avtofikcije hkrati  trdi, da je tisto, kar piše resnično in  hkrati pa svari bralca, naj ne verjame v to. Iz tega sledi, da nihajo vsi elementi pripovedi med njihovo realno ni fiktivno vrednost, brez da bi bralec lahko obe razločil.« [6]  Končno lahko razločimo še »prostaško« avtofikcijo   (autofiction "vulgarisée)[6], ki jo lahko najdemo pri skandalnih avtorjih kot Christine Angot ».[6]

Pravljični realizem (Réalisme magique) se pojavlja v tem začetku 21. stoletja.  Avtorji, ki zastopajo to tendenco so Marie N'Diaye, Véronique Ovaldé ali Sylvie Germain.
Koncept minimalizma ali igrivega romana (»minimalisme ou roman ludique«): »V toku 80ih let se je pojavil pojem minimalizma in se je kar hitro razširil ter zaznamoval avtorje s skupno dediščino (Nouveau Roman). .  Združuje celo generacijo pisateljev, ki jih združuje založba Éditions de Minuit, mdr. Jean Echenoz, Jean-Philippe Toussaint, Laurent Mauvignier ali  Eric Chevillard.  Četudi se še vedno razvija diskurz okoli koncepta minimalizma, le-tega zaznamuje po Marcu Dambru  igrivo citiranje , »ponovno očaranje brez iluzije o svetu« (»réenchantement sans illusion du monde«) ,  poudarjena prisotnost igrivosti,  odklanjanja neprimernega in način dobesednega prijema« . Te skupne značilnosti so pripeljale misleca Olivier Bessard-Banquyja do tega, da je predlagal skupno pojmovanje »igrivega romana« (»Roman ludique«) za te avtorje ter da je hkrati razločil minimalizem od igrive književnosti: »Veselje do igre je zares pri njih bolj razvita kot privlačnost malega… Zato mora oznaka minimalizma – če ima le-ta smisel – biti pridržana delom maloštevilnih avtorjev, ki se očitno sklicujejo absolutno revščino.« (Le goût du jeu est en effet chez eux bien plus marqué que la tentation du peu. […] C’est pourquoi l’étiquette du minimalisme — si tant est qu’elle ait un sens — doit être réservée à des ouvrages de peu, revendiquant à l’évidence une indigence absolue).
Hipoteza pozitivnega minimalizma: Ta pojem je zasnoval Rémi Bertrand  v svojem eseju Philippe Delerm et le minimalisme positif. Le-ta označuje »književnost, ki se vrti okoli vsakdanje sreče«. Pojmovanje pisanja in življenja  je v tej perspektivi koherentna. Treba je »določiti natančneje pogoje možnosti pisanja v vsakdanju« (préciser les conditions de possibilité d’une écriture du quotidien), treba je osvoboditi »vsakdanje in srečo cunj upanja« ([débarrasser] le quotidien et le bonheur des oripeaux de l’espérance) in hkrati spontano ustvarjati holistično etiko banalnega, in to v kratki obliki .  Bernard združuje pod tem praporom pozitivnega minimalizma več avtorjev: Philippe Delerm, Christian Bobin, Jean-Pierre Ostende,Pierre Michon,  Visage, vsi  pevci enostavnih radosti (chantres des plaisirs simples) . Vsekakor je treba omenjati, da del stroke spodbija zasnovo pozitivnega minimalizma, tako zlasti Pierre Jourde, ki meni :  »Kdor združuje avtorje istega tipa kot Delerm v neko šolo, kdor to torej vzdiguje v literarni fenomen, pravzaprav spodbuja trenutni razvoj književnosti udobja.« (réunir les auteurs du même type que Delerm en une sorte d’école, bref ériger cela en phénomène littéraire revient à encourager le développement actuel de la littérature de confort) 

## Frankofonska književnost izven Francije
Književnost v francoščini najdemo v številnih državah in kontinentih. Le-ta je torej književnost pisateljev, ki živijo v okviru avtohtonih skupnosti in jim je francoščina materinščina ali pa jim je kot drugi ali tretji jezik vsaj izobraževalni jezik ter jim je francoščina v določeni meri duševni občevalni jezik.

### Frankofoni Slovenci
Na Slovenskem sega tradicija frankofonije v čas Ilirskih provinc  (Valentin Vodnik, Miha Andreaš, Urban Jarnik), kasneje je lahko tudi izraz visoko meščanske miselnosti, ki si  z rabo nekdanjega dvorskega jezika želi kovati lastni izgled.  Slovenija ima opazovalni status v mednarodni organizaciji frankofonije (Organisation internationale de la francophonie, OIF).
V francoščini so pisali in izdali knjige Vladimir Kaučič (Jean Vodaine), Veno Pilon, Jože Javoršek, Evgen Bavčar, Tomaž Svete, Sonja Stergaršek, Antonia Bernard, Žarko Petan, Boris A. Novak, Marina Horak, Mateja Bizjak Petit, Boris Klemenčič, Brina Svit, Madelaine Grize, Tea Marn, Jana Pavlič, Bojan-Ilija Schnabl.

### Bojan-Ilija Schnabl
Med izvirne sodobne frankofonske avtorje-pesnike lahko štejemo avstrijskega dunajskega koroškega Slovenca Bojana-Ilijo Schnabla, ki je obiskoval francosko šolo na Dunaju in mdr. študiral v Parizu. V Bosni-Hercegovini je leta 2007 izšla Schnablova francoska oz. večjezična pesniška zbirka »Voyages d’amour – Potovanja ljubezni« (z izbranimi besedili tudi v slovenščini, španščini, italijanščini in srbohrvaščini). V njej sublimira tako svojo francosko kulturno ozadje, kot dunajsko doživetje, koroško slovenske inspiracije in bosansko-hercegovska dojemanja okolja. To stori ali v smislu teze in sinteze (pesmi o umetnikih, o umetninah, sentimentalne pesmi, izrazito protivojne pesmi), ali pa nasprotno kot antiteza doživetemu (lahkotne pesmi o navidezno površnih temah, ki so pa vendar nastale med ruševinami in minskimi polji raznih vrst, ki pa v teh pesmih niso niti tematizirane)..
Francoske pesmi so bile poleg tega objavljene v dunajskem francoskem listu Le Monde des Anciens. 
Samostojna zbirka francoskih pesmi o notranjem dialogu s slikami velikih mojstrov, umetnostnimi strujami (dadaizem, surealizem) ter o mojstrovinah pokrajinske arhitekture je izšla leta 2015 pod naslovom "Tableaux et paysages, Rencontres poétiques avec peintres et artistes" 

## Francoski nobelovci
Nobelova nagrada za književnost  je bila prvič podeljena leta 1901.
| #  | leto | pisatelj                  | slika | #  | leto | pisatelj             | slika |
| 1  | 1901 | Sully Prudhomme           |       | 2  | 1904 | Frédéric Mistral     |       |
| 3  | 1915 | Romain Rolland            |       | 4  | 1921 | Anatole France       |       |
| 5  | 1927 | Henri Bergson             |       | 6  | 1937 | Roger Martin du Gard |       |
| 7  | 1947 | André Gide                |       | 8  | 1952 | François Mauriac     |       |
| 9  | 1957 | Albert Camus              |       | 10 | 1960 | Saint-John Perse     |       |
| 11 | 1964 | Jean-Paul Sartre (refusé) |       | 12 | 1985 | Claude Simon         |       |
| 13 | 2000 | Gao Šingdžjan             |       | 14 | 2008 | Jean-Marie Le Clézio |       |
| 15 | 2014 | Patrick Modiano           |       |    |      |                      |       |